# Euphrasia alpina
Espèce
Classification phylogénétique
L'Euphraise des Alpes (Euphrasia alpina) est une espèce de plantes herbacées du genre Euphrasia et de la famille des Scrophulariaceae selon la classification classique de Cronquist (1981) ou des Orobanchaceae selon la classification phylogénétique.

## Description
Fleurs rose lilas, avec un cœur jaune séparé par une bande blanche.
Hauteur de 5 à 20 cm.

## Répartition
Prairies alpines de 500 à 2 700 m.
Pyrénées orientales - Alpes.